# چهاربرگ
بازی چهاربرگ (۱۱ تایی) یک بازی دو نفره، سه نفره یا چهار نفره می‌باشد. بازی چهار برگ، بازی رایج و محبوب است و قوانین مشخصی را برای بازی دارد.

## قوانین بازی دو نفره چهار برگ
تعداد بازیکنان: این بازی بین دو نفر یا سه
نفر یا چهار نفر انجام می‌شود.
توزیع برگ‌ها: هر بازیکن چهار برگ دریافت می‌کند.
شروع بازی: یکی از بازیکنان به‌طور تصادفی شروع کننده بازی تعیین می‌شود.
نحوه اجرای نوبت‌ها: در هر نوبت، بازیکنان به‌طور متوالی برگ‌های مورد نظر خود را دریافت و برگ‌های قدیمی را دور می‌اندازند.
سپس بازیکنان برگ‌های جدیدی دریافت کرده و نوبت به دست دیگری می‌رسد. این روند تا پایان بازی ادامه می‌یابد.
ارزیابی دست: در پایان بازی، دست هر بازیکن مقایسه می‌شود. دست‌ها بر اساس قوانین و سلسله مراتب کارت‌ها در بازی چهار برگ، ارزیابی می‌شوند. بازیکنی که دست قوی‌تری داشته باشد، برنده بازی است. در صورتی که دست دو بازیکن برابر باشد، معمولاً بازی به تساوی ختم می‌شود.
جمع کردن کارت بیشتر از سه برگ مجاز نیست. مگر با سرباز

## تعداد بازیکنان
این بازی معمولاً به صورت دو نفره انجام می‌شود اما می‌توان سه یا چهار نفره هم بازی کرد. هنگامی که چهار نفر بازی می‌کنند بازیکنان به دو تیم دو نفره تقسیم می‌شوند و به شکل ضربدری کنار هم می‌نشینند و بازی را انجام می‌دهند.
این بازی با تعداد نفرات بیشتر از ۴ نفر هم قابل اجرا است به شرطی که تعداد نفرات زوج باشد. نصف به نصف با هم یار هستند و به صورت یک درمیان می‌نشینند.

## امتیاز و شمارش
بعد از پایان بازی برگ‌هایی که دست هر نفر است به شکل زیر شمارش می‌شود.
- ابتدا خاج‌ها (گشنیز) شمرده می‌شود هر بازیکنی که بیش از هفت خاج داشته باشد، هفت امتیاز و بازیکن (یا تیم) دیگر امتیازی نمی‌برد در بازی سه نفره چنانچه هیچ بازیکنی به هفت خاج نرسد آن کسی که بیشتر از بقیه خاج دارد هفت خاج شمرده می‌شود همچنین در حالتی که دو بازیکن به تعداد مساوی خاج داشته باشند بازیکن دیگر هفت خاج است.
- هر سور ۵ امتیاز
- سور سرباز (۱۰) امتیاز
- ده خشت ۳ امتیاز
- دو خاج ۲ امتیاز
- هر سرباز ۱ امتیاز
- هر آس ۱ امتیاز

مجموع امتیازهای هر دور بازی منهای ۱۰۰ امتیاز است. در انتها کسی (یا تیمی) که کمتر از بقیه امتیاز داشته باشد برنده آن دور خواهد بود. دورها باید تا امتیاز پایانی پی گرفته شود. معمولاً امتیاز ۱۰۴
(در حالت چهار نفره)

## پاسور روباز
چهاربرگ روباز یا پاسور روباز نیز همچون پاسور معمولی بازی می‌شود؛ با این تفاوت که در هر بار به اصطلاح دست دادن یا همان تقسیم چهار کارت به هر بازیکن، می‌بایست هر بازیکن یکی از کارت‌هایش را طوری نمایان کند که برای هر دو طرف قابل دیدن باشد و این عمل تا زمانی که چهار برگ هر بازیکن تمام شوند، ادامه می‌یابد.

## امتیازدهی در بازی چهار برگ برای هر کدام از بازیکنا
امتیازدهی این بازی بر اساس جمع‌آوری کارت‌های خاصی انجام می‌شود که به شرح زیر است:
– هر سور: ۵ امتیاز
– کارت‌ ۱۰ خشت  ۳ امتیاز دارند.
– کارت‌ ۲ خاج (گشنیز )  ۲ امتیاز دارند.
– کارت‌های تک یا آس‌ها و سرباز : هر کدام ۱ امتیاز دارد.